# Gerhard von Beseler
Gerhard Friedrich Beseler, ab 1917 von Beseler (* 24. Januar 1878 in Berlin; † 27. Dezember 1947 in Oberaudorf) war ein deutscher Jurist und Hochschullehrer.

## Familie
Er entstammte einer Juristenfamilie, die aus der Glockengießerfamilie Beseler hervorgegangen war. Sein Großvater war der Rechtsgelehrte Georg Beseler, sein Vater der Richter und spätere preußische Justizminister Max von Beseler, der 1917 in den Adelsstand erhoben wurde.

## Leben und Wirken
Nach seiner Schulzeit absolvierte Gerhard von Beseler ein Studium der Rechtswissenschaft in Berlin, Bonn, Freiburg und Kiel. Sein Rechtsreferendariat verbrachte er in Preetz, Itzehoe und Kiel; im Jahr 1904 promovierte er in Kiel, 1906 habilitierte er sich dort. Ab 1911 wirkte er als Titular-, ab 1915 als Honorarprofessor für Bürgerliches Recht und Römisches Recht weiter an der Christian-Albrechts-Universität. Eine Berufung in ein Ordinariat wurde durch seinen sowohl Studenten als auch Kollegen gegenüber sehr direkten und teils offen unhöflichen Umgang verhindert.
Im Jahr 1919 lieferte sich von Beseler mit Gustav Radbruch eine Debatte über den Stellenwert des Römischen Rechtes in der damaligen Juristenausbildung. Dabei vertrat er unter anderem in seiner Kampfschrift „Römisches Recht und Revolution“ gegen Radbruch den Standpunkt, man solle dem Römischen Recht einen hohen Stellenwert einräumen, da seine Bearbeitung ein besseres Verständnis auch der zeitgenössischen Dogmatik vermittele. Seine wissenschaftlichen Ausarbeitungen veröffentlichte er als freiberuflicher Autor in mehreren Artikeln in der Kreuzzeitung.
Obwohl politisch konservativ und der Weimarer Republik gegenüber eher skeptisch eingestellt, musste der streitbare Interpolationenforscher von Beseler sich einige Jahre nach der Machtübernahme der Nationalsozialisten 1936 als Privatgelehrter nach München zurückziehen. Nach der Zerstörung seiner Wohnung in München 1944 verließ er die Stadt und starb an seinem letzten Wohnort in Oberaudorf 1947.

## Veröffentlichungen
- Das Edictum de eo quod certo loco. Eine rechtshistorische Untersuchung. Deichert, Leipzig 1907.

- Beiträge zur Kritik der römischen Rechtsquellen. Fünf Bände. Mohr, Tübingen 1910–1931.
- Juristische Miniaturen (1929). Neudruck: Scientia, Aalen 1987, ISBN 3-511-09208-6.